# Hamilton Prisco Paraíso
Hamilton Prisco Paraiso (Salvador, 23 de agosto de 1922 — 7 de julho de 2005) formou-se pela Universidade Federal da Bahia em 1944, foi Chefe do Gabinete do Ministério da Educação e Saúde em 1944, foi Secretário do Presidente do Banco do Brasil  em 1955, Chefe de Gabinete do Ministério da Fazenda, e Ministro da Fazenda em 1961. Foi Membro do Conselho Federal da Ordem dos Advogados do Brasil, Consultor Jurídico da Cia. Vale do Rio Doce, da Comissão do Vale do São Francisco e da Comissão Nacional do Livro Didático.
Em 2004 recebeu da Câmara Municipal do Rio de Janeiro o Título de Cidadão Honorário.
Prisco Paraiso foi Professor da Faculdade de Direito da Pontifícia Universidade Católica do Rio de Janeiro PUC-RJ,  da Universidade do Estado da Guanabara UERJ, da Escola de Administração Pública da Fundação Getúlio Vargas ESBAP, do Instituto Rio Branco, Faculdade de Ciências Financeiras e Administrativas da Universidade do Estado do Rio de Janeiro UERJ, da Escola de Comércio da Fundação Getúlio Vargas FGV, e do Instituto Nacional de Estudos Pedagógicos INEP.
Como Advogado foi sócio e advogado Chefe do escritório Prisco Paraíso Advogados, tendo também atuado como executivo em diversos setores.
Foi Vice-Presidente Executivo do Banco da Bahia S.A., Vice-Presidente da Petroquímica da Bahia S.A., Diretor do Banco da Bahia Investimentos S.A.
Foi presidente do Conselho de Administração da Pronor S.A., e Membro do Conselho de Administração da Odebrecht S.A. (atual Novonor), da Nitrocarbono S.A., da Isocianatos S.A., da UNIPAR S.A., e da Mesbla S.A., tendo sido Membro do Conselho Consultivo para o Brasil da GE General Electric, e Consultor Jurídico da Aracruz Celulose.
Foi ministro interino da Fazenda, de 8 de maio a 18 de agosto de 1961.